# Supercoppa italiana 2016 (calcio femminile)
La Supercoppa italiana 2016 di calcio femminile è stata la ventesima edizione della Supercoppa italiana di calcio femminile ed è stata vinta dal Brescia per la terza edizione consecutiva.

## Incontro
La finale si è disputata mercoledì 28 settembre 2016 alle ore 16:30 presso lo Stadio Rino Mercante di Bassano del Grappa.
La sfida ha visto contrapposte il Brescia, vincitore della Serie A 2015-2016 e vincitore della Coppa Italia 2015-2016 e il Verona, finalista della Coppa Italia 2015-2016.
La partita si è conclusa con la vittoria del Brescia per 2-0, grazie alla doppietta realizzata da Daniela Sabatino nel corso del secondo tempo.

## Tabellino
| Arbitro: | Bianchi (Prato) |

|                     |           |  |
| Sabatino 62’, 90+1’ | Marcatori |  |

| Brescia | AGSM Verona |

### Formazioni
| Brescia: (3-5-2) |    |                     |  |     |
|                  |    |                     |  |     |
| P                | 1  | Chiara Marchitelli  |  |     |
| D                | 3  | Roberta D'Adda      |  |     |
| D                | 13 | Sara Gama           |  |     |
| D                | 23 | Cecilia Salvai      |  |     |
| C                | 7  | Valentina Cernoia   |  |     |
| C                | 8  | Martina Rosucci     |  |     |
| C                | 11 | Barbara Bonansea    |  |     |
| C                | 16 | Silvia Fuselli      |  |     |
| C                | 24 | Elisa Mele          |  | 70’ |
| A                | 9  | Daniela Sabatino    |  |     |
| A                | 10 | Cristiana Girelli   |  |     |
| A disposizione:  |    |                     |  |     |
| P                | 12 | Camelia Ceasar      |  |     |
| D                | 19 | Martina Lenzini     |  |     |
| D                | 21 | Raffaella Manieri   |  |     |
| C                | 5  | Chiara Eusebio      |  | 70’ |
| C                | 18 | Laura Ghisi         |  |     |
| A                | 15 | Annamaria Serturini |  |     |
| A                | 20 | Giulia Pezzotta     |  |     |
| Allenatore:      |    |                     |  |     |
| Milena Bertolini |    |                     |  |     |

| AGSM Verona: (4-4-1-1) |    |                       |  |     |
|                        |    |                       |  |     |
| P                      | 31 | Gaëlle Thalmann       |  |     |
| D                      | 3  | Kim Dolstra           |  |     |
| D                      | 5  | Marta Carro           |  |     |
| D                      | 6  | Federica Di Criscio   |  |     |
| D                      | 22 | Michela Rodella       |  |     |
| C                      | 4  | Aurora Galli          |  |     |
| C                      | 14 | Angelica Soffia       |  | 64’ |
| C                      | 20 | Dominique Bruinenberg |  |     |
| C                      | 24 | Paige Williams        |  |     |
| C/A                    | 10 | Manuela Giugliano     |  |     |
| A                      | 18 | Martina Piemonte      |  | 78’ |
| A disposizione:        |    |                       |  |     |
| P                      | 1  | Anke Preuß            |  |     |
| D                      | 13 | Lisa Boattin          |  |     |
| C                      | 19 | Elena Nichele         |  |     |
| C                      | ?  | Sara Osetta           |  | 78’ |
| A                      | 8  | Melania Gabbiadini    |  |     |
| A                      | 9  | Sofia Kongoulī        |  |     |
| A                      | 17 | Veronica Pasini       |  | 64’ |
| Allenatore:            |    |                       |  |     |
| Renato Longega         |    |                       |  |     |